# Christian Ludwig Bürgener
Christian Ludwig Bürgener (* 8. April 1777 in Fürstenberg; † 10. Oktober 1837 ebenda) war ein  deutscher Landwirt und Politiker. 

## Leben
Bürgener war der Sohn des Bauern und Bürgermeisters der Stadt Fürstenberg Johann Carl Bürgener (1737–1827) und seiner Frau Clara Henrietta, geb. Hense (1749–1822). Er heiratete 1828 Catharina Louise Neumeyer (1795–1854). Christian Ludwig Bürgener war Bauer und von 1821 bis 1825 Bürgermeister in Fürstenberg. In seiner Funktion als Bürgermeister war er von 1821 bis 1825 auch Waldeckischer Landstand.  